# 拉魯·馬丁
拉魯·馬丁 （英語：LaRue Martin，1950年3月30日—），美國籃球運動員。他在1972年NBA選秀中第1輪第1順位被波特蘭拓荒者選中，現已退休。 
他當時比名人堂等級的兩位球員鮑伯·麥卡杜及朱利叶斯·欧文還要早被選中。同時馬丁也被視為NBA選秀狀元的失敗例子。
作為一個6呎11吋的中鋒球員，馬丁在大學時期就受到媒體大眾的注目，波特蘭拓荒者相中了他的天份與籃球才華而在1972年NBA選秀第一輪第一順位選擇了他。
然而他始終無法在NBA打出好成績，隨著拓荒者隊在1974年NBA選秀選進比爾·華頓，馬丁從此失去了他的位置，之後又被傷勢所困擾。
馬丁很快地在1975-76 NBA賽季結束後宣佈退休。NBA生涯平均5.3分及4.6個籃板
馬丁在芝加哥洛約拉大學獲得社會學的文學士學位。從2005年8月，他在優比速從事社區服務管理員的職務。

## 資料來源
1. 1 2 3  Tomasson: Olowokandi leaves a sour taste 的存檔，存档日期2009-03-31., January 20, 2006
2. 1 2  Legends of Basketball - Where Are They Now? LaRue Martin 的存檔，存档日期2007-09-27., August 30, 2005